# Garth Manton
Garth Manton (Darling Point, 1929. december 16. – Melbourne, 2024. február 1.) olimpiai bronzérmes ausztrál evezős.

## Pályafutása
1954-ben és 1956-ban ausztrál bajnokságot nyert nyolcasban társaival, 1955-ben pedig második lett. Az 1956-os Melbourne-i olimpián bronzérmet szerzett nyolcpár evezésben.